# Battlecross
Battlecross es una banda americana de death metal melódico proveniente de Canton, Michigan. La banda describe su música como "Blue Collar Thrash Metal".  Su segundo álbum War of Will alcanzó el puesto No.2 en Heatseekers Albums. La banda también participó en Mayhem Festival desde junio a agosto de 2013.

## Discografía

### Álbumes
| Push Pull Destroy                                    | - Lanzado: 2010 - Sello: (Self-released) - Format: CD, Descarga de música                     | — | —   |
| Pursuit of Honor                                     | - Lanzado: 2011 - Sello: Metal Blade Records - Format: CD, Descarga de música                 | — | —   |
| War of Will                                          | - Lanzado: 2013 - Sello: Metal Blade Records - Format: CD, Descarga de música                 | 2 | 134 |
| Rise to Power                                        | - Lanzado: 21 de agosto de 2015 - Sello: Metal Blade Records - Format: CD, Descarga de música | — | —   |
| "—" no estaba en listas ni lanzado en ese territorio |                                                                                               |   |     |

## Miembros

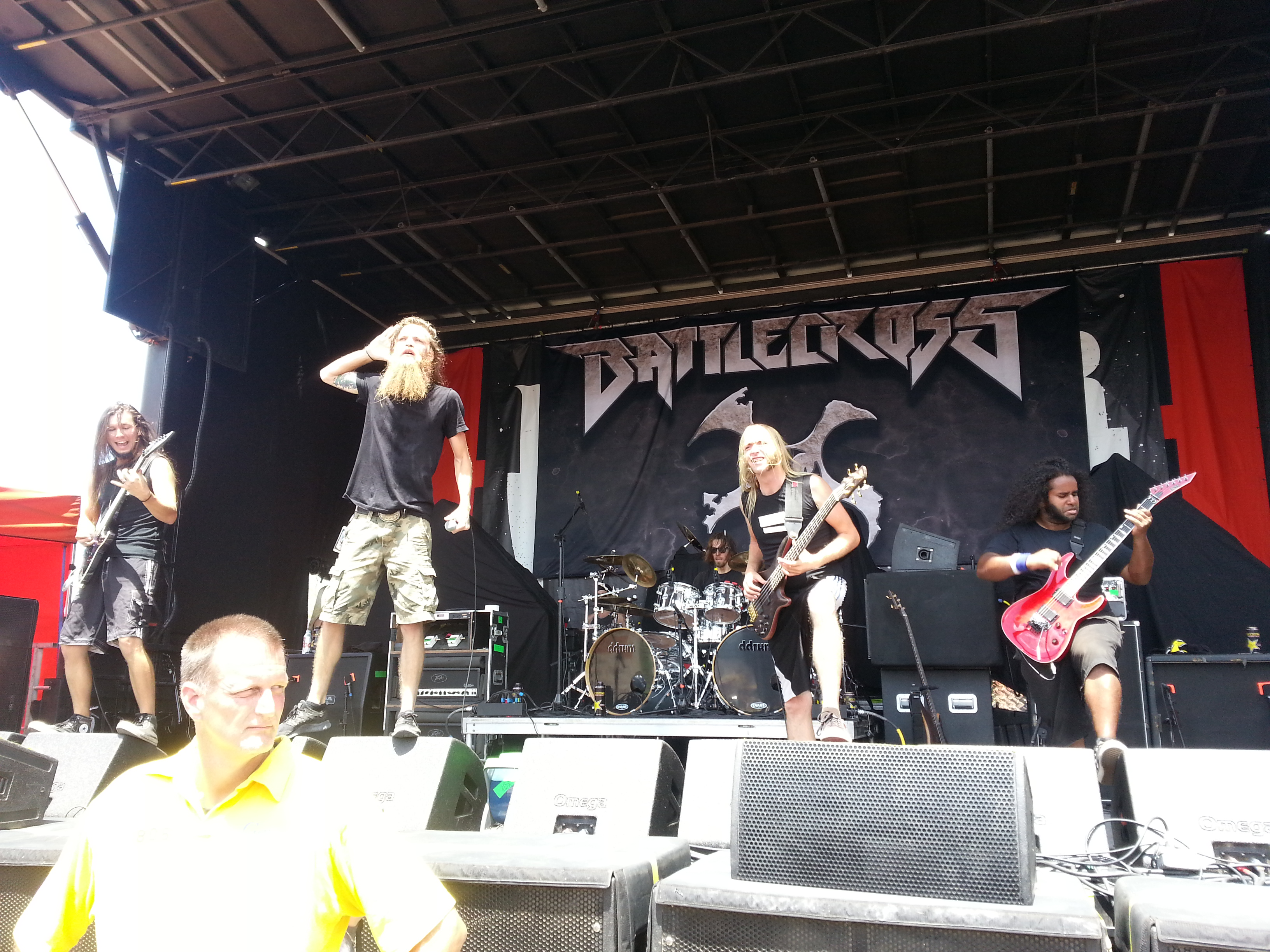
Battlecross tocando en Mayhem Festival en Dallas, Texas EE. UU. con el baterista del tour Kevin Talley de Dååth

### Miembros actuales
- Tony Asta – guitarra (2003–present)
- Hiran Deraniyagala – guitarra (2003–present)
- Don Slater – bajo (2008–present)
- Kyle "Gumby" Gunther – vocalista principal (2010–present)
- Alex Bent – Batería (2014–present)

### Miembros corrientes del tour
- Kevin Talley – batería (2013–presente)
- Josean Orta – batería (2012, fechas en Canadá)